# 埃里克·布鲁恩
埃里克·贝尔顿·埃弗斯·布鲁恩（Erik Belton Evers Bruhn，1928年10月3日—1986年4月1日），是丹麦芭蕾舞者、编舞家、艺术总监、演员和作家。

## 早年生活
埃里克·布鲁恩出生于丹麦哥本哈根，母亲艾伦（Ellen）本姓埃弗斯（Evers），是美发沙龙的老板，父亲是欧内斯特·布鲁恩（Ernst Bruhn）。其父母结婚不久就生下了他。他是他母亲的第四个孩子，也是第一个儿子，是他父亲的第三个孩子。布鲁恩九岁时开始在丹麦皇家芭蕾舞团接受训练，并于1946年在哥本哈根皇家歌剧院的舞台上首次非正式亮相，在哈拉尔德·兰德的芭蕾舞剧《托瓦尔森》（Thorvaldsen）中扮演阿多尼斯（Adonis）一角。:33

## 职业生涯
1947年，他18岁时被公司永久聘用。同年，布鲁恩在这家丹麦公司开始第一次频繁休假，在英国短命的大都会芭蕾舞团跳了六个月，并在那里找到了他的第一个主要舞伴——保加利亚芭蕾演员索尼娅·阿罗娃。他在1948年春返回丹麦皇家芭蕾舞团，在1949年升任独舞，这已经是丹麦芭蕾舞演员所能达到的最高水平了。1949年晚些时候，他再次休假并加入纽约市的美国芭蕾舞剧院，在接下来的九年里他经常在那里跳舞，但他仍隶属于丹麦皇家芭蕾舞团。
布鲁恩国际职业生涯的转折点出现在1955年5月1日，他在纽约芭蕾舞剧院的一次日场演出中，与年长他近20岁的艾丽西亚·马尔科娃女爵士搭档，首次出演《吉赛尔》中的阿尔布雷希特（Albrecht）一角，登台之前仅仅排练了三天。演出引起了轰动。舞蹈评论家约翰·马丁在《纽约时报》撰文，称其为“一个值得载入史册的日期，就好像今天最伟大的吉赛尔，将神圣托付给了可能是明天最伟大的阿尔布雷希特。”1955年6月，P·W·曼彻斯特（P. W. Manchester）在《舞蹈新闻》（Dance News）上发表了一篇题为《创造历史的日场》（The Matinée that Made History）的文章，他写道：
尽管技术要求严格，但阿尔布雷希特的角色并不超出任何称职的首席舞者的能力，而埃里克·布鲁恩远不止于此；他可能是当今技术最全面的男舞者，完美无瑕的技术既来自于巨大的天赋，又来自于他从小所接受的正确的日常训练……如果说他的舞蹈很精彩（确实如此），那么他与马尔科娃的搭档和相辅相成也并不逊色。这成就了一场激动人心的表演，当时的观众和舞台上的每个人都意识到，他们正在见证非凡。
1961年，布鲁恩正式从丹麦芭蕾舞团辞职，那时他已成为国际知名的杰出人物，但他继续以客座艺术家身份定期为该公司跳舞。当年5月，他回到芭蕾舞剧院的纽约季。《时代杂志》在5月5日的一期中，发表了一篇关于这位舞者及其艺术的重要文章：
布鲁恩32岁回到家乡，成为丹麦皇家芭蕾舞团的偶像，他为这一顶级舞者贵族的保留经典角色带来了新的活力。他技术全面，具有敏锐的戏剧感，能够高拱优雅的跳跃，在地面或半空中以猫的速度和流畅度转身，通过手臂、腿和身体生动的动作来表达情感。但布鲁恩很早就意识到“只有技术是不够的”，他能够仅通过出场就传达出紧张感，并以此著称。他姿态优雅，身材修长（5英尺7 英寸，140磅），在他迈出舞步之前，他动作的迹象就以某种方式吸引了观众……随着布鲁恩越来越接近他的巅峰，他度过了不安的夜晚，在脑海中回顾着角色。令人惊讶的是，他没有什么虚荣心会刺激大多数表演者；他不希望观众付钱，他说“只要看我跳舞就好。”此外，他宁愿“在好的芭蕾中表现糟糕，也不愿在糟糕的芭蕾中表现出色。”但是要在好的芭蕾中表现出色？要做到这一点，埃里克·布鲁恩说：“重要的是，即使你在昨天晚上刚扮演过这个角色，也要想：‘这将是第一次。’”
在接下来的10年里，布鲁恩作为客座艺术家与众多芭蕾舞团建立了长期合作关系，不仅包括芭蕾舞剧院，还包括欧洲和北美的大多数主要芭蕾舞团，如纽约市芭蕾舞团、乔佛里芭蕾舞团、加拿大国家芭蕾舞团、巴黎歌剧院芭蕾舞团和伦敦皇家芭蕾舞团。他最出名的是在《仙女》、《吉赛尔》、弗雷德里克·阿什顿的《罗密欧与朱丽叶》和《天鹅湖》中饰演主角。约翰·克兰科于1962年在斯图加特芭蕾舞团为他创作了《达夫尼斯和克洛伊》（Daphnis and Chlöe）。布鲁恩认为，在专门为他创作的芭蕾舞剧中，这是他最喜欢的。:126他饰演的角色也广受赞誉，例如在比尔吉特·卡尔伯格的《朱莉小姐》（Miss Julie）中饰演的让（Jean）、在何塞·利蒙的《摩尔人的孔雀舞》中饰演的摩尔人（Moor），以及在罗兰·佩蒂特的《卡门》中饰演的何塞先生（Don José）。除了索尼娅·阿罗娃之外，布鲁恩还与大量杰出的芭蕾演员建立了重要的舞伴关系：包括美国的辛西娅·格雷戈里、诺拉·凯伊、阿莱格拉·肯特和玛丽亚·塔尔切夫；俄罗斯的纳塔利娅·马卡罗娃；丹麦的克尔斯滕·西蒙；英国的纳迪亚·内里纳；最著名的是意大利的卡拉·弗拉奇。
在他的书《技术之外》（Beyond Technique，1968）中，布鲁恩谈论了他对合作的看法：
大家注意到，我已经能够与许多不同类型的芭蕾演员合作，而且在大多数情况下，即使只有一两个演出季，我们也能成功地成为一个团队。那是因为我一直想与她们建立联系。我不会保持固定的舞伴。每个芭蕾演员都是不同的；她有一种特殊的风格，否则她就不会成为芭蕾演员。这会影响我的风格，并促使我进步。我仍然忠于自己，但我让她的风格影响我，就像用我的风格影响她一样……良好的舞伴关系能够以某种方式使您已经在做的事情具体化。当合适的人聚在一起时，他们会从彼此身上学到合适的东西……和对的人在一起，就变成了存在的境地，而不是玩耍……角色融入了你，你成为了它。然后你似乎就不会做错任何事，因为你完全被这个存在所融入。

## 奖项和退休

1961年，布鲁恩与玛丽亚·塔尔切夫共舞

1963年，布鲁恩被授予丹麦最高荣誉之一的丹麦国旗勋章，同年他在巴黎获得了尼金斯基奖。:1311972年作为舞蹈贵族退休后，布鲁恩也扮演了一些角色，例如《仙女》中的女巫玛吉（Madge）、《葛佩莉亚》中的科佩留斯博士（Dr. Coppelius），以及《彼得鲁什卡》。他于1967年至1973年担任瑞典歌剧院芭蕾舞团团长，并从1983年起担任加拿大国家芭蕾舞团团长，直至1986年去世。尽管丹麦皇家芭蕾舞团两次邀请他担任团长，但他两次拒绝了这一职位。不管是他制作的长篇古典芭蕾舞剧，如《仙女》、《吉赛尔》、《葛佩莉亚》，以及他为加拿大国家芭蕾舞团创作的颇具争议的《天鹅湖》，还是他在布农维尔剧目中的双人舞表演，都广受好评。布鲁恩是一位出色的老师和教练，致力于传授纯粹的形式和舞蹈作为戏剧而不是场面。他相信与所扮演的角色“完全共情”，“但要在完全的控制之下。因为如果你完全失去自我，你就无法沟通。”1974年，他在丹麦与苏塞·沃尔德主演的舞台剧《罗生门》，获得了好评。

## 个人生活
著名俄罗斯舞蹈家鲁道夫·纽瑞耶夫叛逃到西方后，布鲁恩在1961年结识了纽瑞耶夫。纽瑞耶夫看过布鲁恩与美国芭蕾舞剧院在俄罗斯巡回演出的电影片，他是布鲁恩忠实的崇拜者，尽管两位舞者在风格上截然不同。布鲁恩成为纽瑞耶夫生命中的挚爱，两人保持亲密关系长达25年，直到布鲁恩去世。

## 死亡
布鲁恩于1986年4月1日在多伦多全科医院去世，享年57岁。其死因是肺癌。然而，根据皮埃尔-亨利·维尔拉克（Pierre-Henri Verlhac）的说法，他可能死于艾滋病。他被安葬在玛丽比约公墓的一座无名墓中，公墓位于哥本哈根北部富裕郊区根措夫特，靠近他小时候的家。
舞蹈评论家约翰·洛克威尔在布鲁恩的讣告中说：
布鲁恩先生的价值更多地体现在作为男子气概的优雅及其表演敏感性的缩影，而不是作为一位技艺精湛的技术人员。作为舞伴，他既严肃又谦恭，但他从不顺从地甘居幕后。他是一位富有诗意的演员，他将经典芭蕾舞剧中的男主角提升到了一个新的高度……米哈伊·巴里什尼科夫（说）：“他无疑是我们见过的最伟大的舞者之一，他的尊严和风格一直是我们所有人的榜样，无法替代。”
当布鲁恩于1972年退休时，克莱夫·巴恩斯将布鲁恩称为“他那个时代最伟大的古典男舞者”。布鲁恩死后不久，舞蹈评论家安娜·基塞尔戈夫在《纽约时报》上撰文，对其成就表示赞赏：
那时，他是舞者的完美典范——步伐精确，姿态优美，技艺精湛，举止高贵，手势优雅。他线条非凡，他的腿部跳动（他丹麦训练的产物）令人惊叹。他只需像《仙女》中的詹姆斯那样执行一系列的Entrechat就可以掀翻屋顶，他是为数不多的有此能力的舞者之一。这些舞步，无论执行得多么出色，始终是更深层次概念的一部分，是表征的一部分。埃里克·布鲁恩是一位完美的舞者——与人们通常认为他是高度专业化的艺术家相去甚远……他是其他芭蕾舞团的道德榜样，这来自于他对每个角色所投入的专注和认真。
布鲁恩撰写了《技术之外》（Beyond Technique），其中采用了弗雷德·费尔的照片，该书于1968年发行，并于1973年作为“舞蹈视角”（Dance Perspectives）第36册重新发行。他还与莉莲·摩尔（Lillian Moore）合著了《布农维尔与芭蕾技术：奥古斯特·布农维尔编舞练习曲研究与评论》（Bournonville and Ballet Technique: Studies and Comments on August Bournonville's Etudes Choregraphiques，1961年，2005年重印）。他是约翰·乔纳斯·格鲁恩所著的《埃里克·布鲁恩：贵族舞者》（1979）的主人公，该书是在他的合作下撰写的，部分内容基于大量访谈。亚历山大·迈纳茨（Alexander Meinertz）于2008年出版了丹麦语传记《埃里克·布鲁恩——内藏锦绣》（Erik Bruhn – Billedet indeni），尚未被翻译成英文。
1987年，布鲁恩因“对加拿大及其文化的模范贡献”，而被追授为年度帕古里安艺术卓越奖（Pagurian Award for Excellence in the Arts）的第一位获得者。
2014年，多伦多遗产在多伦多圣劳伦斯市场地区的南乔治街135号外面，为他立了一块匾。他曾在那里住了多年。

## 遗产
在遗嘱的附则中，布鲁恩用其部分财产设立了埃里克·布鲁恩奖，用来表彰与其关系最密切的三个公司的舞者：邀请丹麦皇家芭蕾舞团、美国芭蕾舞剧院和加拿大国家芭蕾舞团，各选派一男一女两名舞者，参加在加拿大多伦多举行的比赛。布鲁恩指定，该奖项应授予两位年轻舞者，他们应当“反映出技术能力、艺术成就和奉献精神，这些正是我努力为舞蹈所带来的。”该奖的参赛者年龄应在18至23岁之间，由各自的艺术总监分别选出。在比赛中，每位舞者都要表演古典双人舞和变奏曲，以及现代双人舞或独舞。
首届埃里克·布鲁恩奖于1988年颁发。

## 影片
布鲁恩的一些表演被保存下来，其中一些可以通过DVD和在线方式获得：
- 《幻想交响曲》，1948年与丹麦皇家芭蕾舞团合作拍摄，莱昂尼德·马辛（英语：Léonide Massine）编舞。工作片，无声拍摄，其中的舞者穿着练习服。可通过俄亥俄州立大学舞蹈电影档案馆获取DVD。[15]
- 双人舞，由罗兰·佩蒂特编舞，与法国芭蕾演员齐齐·让迈尔（英语：Zizi Jeanmaire），在1952年戈德温（Goldwyn）电影《汉斯·克里斯汀·安徒生（英语：Hans Christian Andersen (film)）》中。可由DVD获取。
- 1955年在雅各布的枕头（英语：Jacob's Pillow Dance）拍摄了四部短片：《吉赛尔》第二幕双人舞，与阿莉西亚·阿隆索配对；《堂吉诃德》双人舞、《吉赛尔》第二幕双人舞和《胡桃夹子》第二幕双人舞，均与玛丽·艾伦·莫伊兰（英语：Mary Ellen Moylan）配对。[1]:239
- 《埃德·沙利文秀》（1957年8月25日）与诺拉·凯伊在《天鹅湖》的黑天鹅双人舞中。
- 《贝尔电话时间（英语：The Bell Telephone Hour）》节目：《堂吉诃德》与玛丽亚·塔尔切夫的双人舞（从1961年）；《仙女》第二幕（1962年）和由布鲁恩编舞的《罗密欧与朱丽叶》双人舞（1967年），均与卡拉·弗拉奇配对；1963年与索尼娅·阿罗娃的黑天鹅双人舞，以及《葛佩莉亚》第三幕双人舞。可在DVD“鲁道夫·纽瑞耶夫与埃里克·布鲁恩——他们在贝尔电话时间的全部表演（1961－1967）”（Rudolf Nureyev & Erik Bruhn – Their Complete Bell Telephone Hour Performances (1961–1967)）中获得，其中还包括塔尔切夫和纽瑞耶夫的《真扎诺花节（英语：Flower Festival in Genzano）》双人舞，由布农维尔与布鲁恩编舞（从1962年开始）。
- “双人舞的艺术”（The Art of the Pas de Deux）：与玛丽亚·塔尔切夫的《堂吉诃德》双人舞；包括塔尔切夫和纽瑞耶夫的《真扎诺花节》双人舞，由布鲁恩编舞。可由DVD获取。这两场表演都来自“贝尔电话时间”节目，也都可以在DVD“玛丽亚·塔尔切夫的艺术”（The Art of Maria Tallchief）中看到。
- 与卡拉·弗拉奇和美国芭蕾舞剧院合作的全本《吉赛尔》（1969年），因其古怪的摄影工作而受到批评。可由DVD获取。
- 《埃里克·布鲁恩：我一样，只是更多——传奇舞者的个人写照》（Erik Bruhn：I'm Same, Only More – A Personal Portrait of the Legendary Dancer，2002年），由其朋友丹麦电影制作人伦纳特·帕斯博格（Lennart Pasborg），在其死后制作的42分钟电影传记，包括表演镜头和布鲁恩的独白录音作为剪辑和剧照的画外音。因使用档案材料而在戛纳获奖。

## 表演的评论和批评
- [贵族舞者]. 时代杂志. 1961-05-05. （原始内容存档于2008-12-20） （英语）.
- [至高无上]. 时代杂志. 1965-12-10. （原始内容存档于2008-04-22） （英语）.
- [评论《吉赛尔》视频（1969）]. （原始内容存档于2008-07-04） （英语）.
- [静止点的女士]. 时代杂志. 1975-07-14. （原始内容存档于2006-06-25） （英语）.
- [埃里克·布鲁恩在芭蕾舞剧院演出《仙女》]. 纽约时报. 1983-05-26 （英语）.
- [埃里克·布鲁恩——“贵族舞者的缩影”]. 纽约时报. 1986-04-13 （英语）.